# Episodi di Single Parents (prima stagione)
La prima stagione della serie televisiva Single Parents, composta da 23 episodi, è stata trasmessa negli Stati Uniti sulla ABC dal 26 settembre 2018.
In Italia, la stagione è stata trasmessa su Fox dal 3 dicembre 2018.
| n° | Titolo originale                                                      | Titolo italiano                                                    | Prima TV USA      | Prima TV Italia  |
| -- | --------------------------------------------------------------------- | ------------------------------------------------------------------ | ----------------- | ---------------- |
| 1  | Pilot                                                                 | Dove tutto ha inizio                                               | 26 settembre 2018 | 3 dicembre 2018  |
| 2  | Sleepover Ready                                                       | Pronti per il pigiama party                                        | 3 ottobre 2018    | 3 dicembre 2018  |
| 3  | A Leash Is Not A Guinea Pig                                           | Un guinzaglio non è un porcellino d'India                          | 10 ottobre 2018   | 10 dicembre 2018 |
| 4  | Beyoncé Circa Lemonade                                                | Come Beyoncé Lemonade                                              | 17 ottobre 2018   | 17 dicembre 2018 |
| 5  | Politician, Freemason, Scientist, Humorist and Diplomat, Ben Franklin | Halloween                                                          | 24 ottobre 2018   | 24 dicembre 2018 |
| 6  | Lettuce                                                               | Lettuce                                                            | 31 ottobre 2018   | 31 dicembre 2018 |
| 7  | They Call Me Doctor Biscuits!                                         | Chiamatemi DOTTOR Biscuits                                         | 7 novembre 2018   | 7 gennaio 2019   |
| 8  | The Beast                                                             | La bestia                                                          | 28 novembre 2018  | 14 gennaio 2019  |
| 9  | Ronald Reagan’s White House Collectible Pen                           | La penna da collezione di Ronald Reagan                            | 5 dicembre 2018   | 21 gennaio 2019  |
| 10 | The Magic Box                                                         | La scatola magica                                                  | 12 dicembre 2018  | 22 febbraio 2019 |
| 11 | That Elusive Zazz                                                     | Quel certo non so che                                              | 9 gennaio 2019    | 22 febbraio 2019 |
| 12 | All Aboard The Two-Parent Struggle Bus                                | Co-genitori                                                        | 16 gennaio 2019   | 1º marzo 2019    |
| 13 | Graham D’Amato: Hot Lunch Mentalist                                   | Fuori dal gruppo                                                   | 23 gennaio 2019   | 8 marzo 2019     |
| 14 | The Shed                                                              | Il capanno                                                         | 30 gennaio 2019   | 15 marzo 2019    |
| 15 | A Cash-Grab Cooked Up By the Crepe Paper Industry                     | Una festa spilla-soldi inventata dall'industria della carta crespa | 13 febbraio 2019  | 22 marzo 2019    |
| 16 | John Freakin' Stamos                                                  | John "Fascino" Stamos                                              | 20 febbraio 2019  | 29 marzo 2019    |
| 17 | Summer of Miggy                                                       | L'estate di Miggy                                                  | 27 febbraio 2019  | 5 aprile 2019    |
| 18 | A Radiant Cloak of Sexual Irresistibility                             | Un manto di sensuale irresistibilità                               | 13 marzo 2019     | 12 aprile 2019   |
| 19 | Win a Lunch with KZOP's Will Cooper!                                  | Vinci un pranzo con Will Cooper                                    | 20 marzo 2019     | 19 aprile 2019   |
| 20 | Raining Blood                                                         | Tanti auguri!                                                      | 3 aprile 2019     | 26 aprile 2019   |
| 21 | Joust!                                                                | Giostra!                                                           | 10 aprile 2019    | 3 maggio 2019    |
| 22 | Lance Bass Space Cump                                                 | Il campeggio spaziale                                              | 1º maggio 2019    | 10 maggio 2019   |
| 23 | Ketchup                                                               | Ketchup                                                            | 8 maggio 2019     | 17 maggio 2019   |

## Dove tutto ha inizio
- Titolo originale: Pilot
- Diretto da: Jason Winer
- Scritto da: J.J. Philbin
  - Storia di: Elizabeth Meriwether e J.J. Philbin

### Trama
Will è un padre single divorziato, sua moglie ha lasciato sia lui che la loro bambina Sophie, l'uomo cerca di coinvolgere gli altri genitori dell'asilo a prendere parte a più attività ricreative, ma gli altri genitori single non sono interessati, loro formano un gruppo: Angie, madre di Graham, Douglas, dermatologo attempato vedovo della moglie e padre delle piccole gemelle Emma e Amy, Poppy che è la madre di Rory, e infine Miggy, suo figlio Jack è solo un neonato ma dato che è un giovane ragazzo padre si è aggregato al gruppo per imparare a fare il genitore. Da subito viene messo in evidenza che Will si nasconde dietro al suo ruolo di padre solo perché ha paura di fare vita sociale, quindi pur di evitare che li coinvolga nelle sue attività recreative, Angie, Douglas, Poppy e Miggy gli organizzano un appuntamento con una donna. Will, seppur riluttante all'inizio, accetta, anche se è teso, infatti è da cinque anni che non esce con una donna, lui ingenuamente spera ancora che la sua ex moglie torni da loro, aprendosi con Angie ammette che la parte più dura dell'essere un genitore single è non avere una persona speciale con cui condividere i momenti più belli della genitorialità. L'appuntamento si rivela un fallimento, e Will rischia di mettersi nei guai con la polizia, ma Angie, Douglas, Poppy e Miggy (insieme ai loro figli) lo tolgono dai guai, ormai Will fa parte del gruppo e decidono di aiutarlo a riprendere in mano la sua vita per fargli capire che non deve concentrarsi sulla paternità in maniere maniacale, senza dimenticarsi che lui è pure un adulto che merita di vivere la sua vita.
- Ascolti USA: 4 910 000 telespettatori[7]

## Pronti per il pigiama party
- Titolo originale: Sleepover Ready
- Diretto da: Jason Winer
- Scritto da: Sarah Tapscott

### Trama
Dato che Sophie, Rory e Graham andranno a fare un pigiama party a casa di Emma e Amy, Will decide di cogliere l'occasione per aiutare Douglas dato che non ci sa fare molto con questo genere di cose, in realtà Will vorrebbe avere un amico e spera di trovarne uno proprio in Douglas sennonché i due non hanno praticamente nulla in comune. Approfittando del fatto che Graham sia a casa di Douglas, Angie passa tutta la notte a casa del suo ragazzo Owen, ma poi inizia a spaventarsi e va da Poppy la quale le fa notare che lei ha troppa paura degli uomini da quando il suo ex marito l'ha lasciata, e anche se non può darle l'assoluta certezza che Owen sia l'uomo giusto, deve almeno trovare il coraggio di provarci. Miggy deve trovarsi un lavoro, ma ha delle ambizioni troppo grandi al di sopra delle sue possibilità, quindi alla fine accetta di lavorare nell'enoteca di Poppy. Will ormai accetta che lui e Douglas non saranno mai amici, ma poi i bambini escono di casa nel cuore della notte, e i due padri escono a cercarli, infatti sono andati nel campo da golf. Proprio quando Angie aveva trovato il coraggio di passare la notte con Owen, si vede costretta a raggiungere il campo da golf dopo aver saputo della sparizione dei ragazzi. Nel frattempo Douglas ammette che inizialmente non era interessato ad avere Will come amico perché ha già altri amici, ma poi riflette sul fatto che nessuno di loro sa cosa significhi essere un padre single, e quindi Will e Douglas capiscono di avere in comune più di quanto credessero. Will, Douglas, Angie e Poppy raggiungono i loro figli sul campo da golf, per fortuna stanno bene, e dopo questa esperienza Will e Douglas ora iniziano finalmente a legare.
- Ascolti USA: 4 230 000 telespettatori[8]

## Un guinzaglio non è un porcellino d'India
- Titolo originale: A Leash Is Not A Guinea Pig
- Diretto da: Erin O’Malley
- Scritto da: Kim Rosenstock

### Trama
Mentre i bambini giocano insieme Rory inavvertitamente uccide il porcellino d'India delle gemelle, ma le bambine sembrano indifferenti alla cosa. Angie non accetta che Graham abbia stretto un legame così forte con Will, infatti sembra che si senta più a suo agio con l'uomo di quanto lo sia con la sua mamma. Miggy inizia a lavorare nell'enoteca di Poppy, ma ha delle difficoltà nel servire le clienti dato che non sa come usare il cavatappi. Angie rivela a Will che Graham non ha mai conosciuto suo padre, lei sente di dover essere quindi sia una figura maschile che femminile nella vita del figlio, e lei interpreta il legame che sta stringendo con Wll come una conferma al fatto che Graham ha bisogno di un'altra presenza genitoriale nella sua vita. Will le fa capire che la simpatia che Graham prova per lui non è paragonabile all'affetto che nutre per Angie, che sarà sempre la persona più importante nella sua vita. Poppy trova strano che Emma e Amy siano così insensibili davanti al concetto della morte, infatti è Douglas che le ha educate e ignorare questi sentimenti dato che lui non è un uomo molto espansivo, addirittura non ha mai affrontato con loro la questione della morte della loro mamma. Poppy capisce che lo stesso Douglas non ha mai voluto parlare alle piccole della madre perché non l'ha superata, ma gli spiega che in quanto padre lui è un punto di riferimento per le gemelle e deve aiutarle a esprimere i sentimenti. Douglas per la prima volta trova il coraggio di parlare a Emma e Amy della loro mamma.
- Ascolti USA: 3 640 000 telespettatori

## Come Beyoncé Lemonade
- Titolo originale: Beyoncé Circa Lemonade
- Diretto da: Jason Winer
- Scritto da: Alison Bennett

### Trama
Miggy non ha idea di come far addormentare il piccolo Jack, su questo argomento Douglas si vanta di aver gestito bene la cosa insegnando alle gemelle, quando erano neonate, a dormire senza coccolarle, affermando che le donne al contrario non hanno abbastanza forza di carattere perché coccolano troppo i bambini. Angie non accetta queste critiche, e quindi lei e Douglas fanno una scommessa: Angie si impegna a occuparsi di Jack per una sera, e riuscirà a farlo dormire senza cullarlo, ma se non ci riuscirà dovrà accompagnare lei i bambini dell'asilo al noioso spettacolo di burattini al posto di Douglas che è stato costretto a prendere questo incarico. Will è sempre più frustrato a causa delle continue litigate con l'ex moglie Mia, e quando Poppy si rende conto che lui ha bisogno di una valvola di sfogo, gli propone di giocare a pallavolo con lei al centro sportivo, a suo tempo anche a lei è servito dopo il suo divorzio da Ron. Angie passa la notte con Jack ma quando lui piange non resiste e inizia a cullarlo, perdendo la scommessa. Douglas afferma che con il suo modo di comportarsi potrebbe compromettere la crescita emotiva di Graham. Douglas riesce a far dormire Jack senza coccolarlo, o almeno questo è quello che cerca di dare a credere, ma dalla videocamera Angie vede che pure lui ha cullato il piccolo per farlo dormire. Douglas ammette che in realtà è arrendevole con i bambini, pure Angie confessa che a volte ha paura che Graham diventi un debole per colpa sua, ma Douglas le spiega che a dispetto di ciò che fanno i genitori, alla fine sono i figli che decidono che strada percorrere, e che Graham è un bambino eccezionale. Effettivamente la pallavolo aiuta Will a scaricare la rabbia che aveva accumulato con Mia, ma poi durante una partita lui e Poppy (pure lei nutre ancora tanta rabbia nei confronti dell'ex marito) si lasciano trasportare troppo dall'emozione e aggrediscono l'arbitro. Will e Poppy realizzano che purtroppo è impossibile superare completamente la collera nei confronti di Mia e Ron perché esistono ferite che non guariscono mai completamente. Alla fine sia Angie che Douglas accompagnano i bambini allo spettacolo di burattini, trovandolo insopportabile.
- Ascolti USA: 3 480 000 telespettatori

## Halloween
- Titolo originale: Politician, Freemason, Scientist, Humorist and Diplomat, Ben Franklin
- Diretto da: Jason Winer
- Scritto da: Blake McCormick

### Trama
È Halloween, e Will organizza una festa a casa sua alla quale prendono parte i suoi amici con i loro figli, Sophie invita un ragazzo, Carol, e questo mette in agitazione il padre, che comunque cerca di accettare la cosa. Però quando Carol lascia la festa, non essendo poi molto preso da Sophie, suo padre, con la complicità della figlia, e anche con l'aiuto di Angie, Graham, Emma, Amy e Rory, fa uno scherzo di Halloween a Carol facendolo spaventare. Douglas incontra una donna che gli piace molto, Big Red, ma ogni possibilità di fare colpo su di lei sfuma dato che al loro primo incontro era vestito (insieme alle gemelle) da Chipmunk, cosa che lei ha ritenuto ridicola.
- Ascolti USA: 3 740 000 telespettatori

## Lettuce
- Titolo originale: Lettuce
- Diretto da: Kat Coiro
- Scritto da: Bridger Winegar

### Trama
Graham deve vaccinarsi, quindi Angie lo porta dalla sua pediatra, la dottoressa Monica Dewan, e Will non manca occasione per andare con loro dato che ha sempre voluto conoscerla essendo una delle migliori pediatre dello stato. Douglas si ammala dunque Emma e Amy iniziano a mancargli di rispetto vedendo la sua debolezza, Poppy quindi lo accudisce, e nel delirio dovuto alla febbre Douglas confessa a Rory di avere un debole per sua madre. Will si mette a contestare le argomentazioni di Monica dando prova di essere ferrato almeno quanto lei sulla psicologia infantile, Angie gli impone di scusarsi con lei temendo che possa estromettere Graham dalla lista per le vaccinazioni. In realtà Monica è attratta (ricambiata) da Will, ma Angie non trova appropriato che il suo amico esca con la pediatra di Graham, dunque lo costringe a starle lontano. Visto che Miggy si vanta di frequentare molte ragazze e di conoscerle bene, Will gli chiede un suggerimento per far sì che Monica perda interesse per lui, ma la faccenda prende una piega strana, infatti Will e Monica finiscono per fare sesso. Miggy confessa a Will di non avere molta esperienza con le donne, è stato con poche ragazze, compresa la sua migliore amica, poi l'ha messa incinta ed è così che è nato Jack. Miggy non esce da tanto con altre ragazze perché spera ancora che lui e la madre di Jack possano tornare insieme. Rory ricatta Douglas costringendolo ad accompagnarlo a fare shopping con la minaccia di raccontare ciò che lui gli aveva confidato, come se non bastasse Emma e Amy continuano a prendersi gioco di lui. Rory però decide di lasciar perdere capendo che Douglas prova dei sentimenti sinceri per Poppy, sebbene non voglia ammetterlo. Poppy si ammala, e non prestando attenzione a quello che le dice Douglas, quest'ultimo ne approfitta per dirle che odia sembrare debole agli occhi degli altri non ritenendo che sia un comportamento degno di un uomo. Angie si arrabbia con Will quando va a casa sua trovando Monica, avendo capito che ci è andato a letto sebbene Angie gli avesse chiesto di non avvicinarsi a lei, anche se poi lo perdona quando Monica rimette Graham nella lista per le vaccinazioni. Douglas guarisce spaventando Emma e Amy, facendo credere a entrambe di averle abbandonate, e le due bambine, dopo lo spavento, si vedono costrette a ubbidirgli.
- Ascolti USA: 3 650 000 telespettatori

## Chiamatemi DOTTOR Biscuits
- Titolo originale: They Call Me DOCTOR Biscuits!
- Diretto da: Maggie Carey
- Scritto da: Berkley Johnson

### Trama
Will non ha ancora raccontato a Sophie che esce con Monica, secondo Douglas la cosa migliore per un genitore è quella di mentire sempre ai figli. Rory ci rimane male quando il regista affida la parte del protagonista del musical della scuola ispirato a Grease proprio a Graham, infatti lui interpreterà Danny Zuko, mentre Rory reciterà il ruolo di Vince Fontaine. Angie è preoccupata dato che suo figlio non ha le capacità per interpretare il protagonista, ma ciò che più la impensierisce è la paura che Poppy possa intromettersi per favorire Rory, dato che per compiacerlo cerca sempre di favorirlo in tutti i modi. Quando Sophie trova un orecchino di Monica in casa loro, Will giustifica la cosa affermando che Monica è venuta prima da loro per assegnare a Sophie il premio di "Bambina più sana d'America" anche se Sophie trova che come giustificazione sia poco credibile. Come Angie aveva già previsto, Poppy per compiacere suo figlio convince Biscuist, il regista, a riscrivere la trama del musical che vedrà Vince Fontaine come protagonista, questo porta Angie e Poppy a litigare, infatti anche se Angie non era contenta che Graham facesse il protagonista sapendo che la cosa lo avrebbe messo in difficoltà, riteneva che comunque questo lo avrebbe spinto a diventare più sicuro di sé. Poppy ammette che il suo bisogno di intromettersi nella vita di suo figlio è dovuto al solo desiderio di proteggerlo, poi le due amiche poi fanno pace quando Angie fa capire a Poppy che i figli hanno anche bisogno di fallire. Will è ancora alle prese con tutte le sue bugie, infatti Douglas continua a ritenere che è necessario coprire le menzogne con altre menzogne, ma Sophie, sempre più sospettosa, continua a fare delle domande, finché Will non cede e le racconta che lui e Monica escono insieme. Will le promette che non le dirà mai più delle bugie anche se esistono cose che un genitore non può dire a un figlio, Will è anche pronto a lasciare Monica se questo la rende felice, ma Sophie preferisce che suo padre continui a uscire con Monica perché non può dedicarsi solo a sua figlia.
- Ascolti USA: 3 780 000 telespettatori

## La bestia
- Titolo originale: The Beast
- Diretto da: Josh Greenbaum
- Scritto da: Lamar Woods

### Trama
Will regala a Angie un buono per una lezione di chitarra dato che prima di rimanere incita desiderava diventare una chitarrista heavy metal, ma lei vi rinuncia sentendo che le altre madri la giudicherebbero in quanto tutti si aspettano che un bravo genitore debba occuparsi solo della famiglia e del lavoro. Tra l'altro Angie fa notare a Will che pure lui da quando è diventato un genitore single ha rinunciato alle sue passioni, infatti Will amava fare servizi dal vivo andando a caccia di tempeste, ma ora si limita a lavorare a casa monitorando il maltempo tramite il computer. A Douglas si presenta un'altra occasione per fare colpo su Big Red, infatti alla sua amica Judith piace Miggy, e quindi organizzano un incontro a quattro a casa di Douglas. Miggy è ancora intenzionato a tornare insieme alla madre di Jack la quale invece sembra non curarsi del fatto che Miggy esca con altre donne. Douglas lo invita ad andare da lei per chiarire quello che provano l'uno per l'altra, invece Miggy suggerisce a Douglas di mostrarsi più interessato a Big Red, in quanto Douglas concentra l'attenzione solo su se stesso. Angie, con l'inganno, porta Will in una zona dove si sta scatenando un ciclone, Will ha smesso con queste cose perché sono pericolose e non può correre il rischio di lasciare sola sua figlia, anche se inevitabilmente finisce col farsi trasportare dalla cosa, e con il cellulare riprende Angie che si improvvisa a inviata televisiva mentre si scatena il ciclone. Seguendo il consiglio di Miggy, Douglas inizia a passare dei momenti piacevoli con Big Red ma poi sentendo di non poter lasciare solo Miggy, va da lui, infatti sta passando un momento difficile, la madre di Jack non ha intenzione di tornare insieme a lui, dovranno crescere il piccolo come genitori single frequentando altre persone. Will torna a casa con Angie, i due riguardano il video del cellulare trovandolo divertente, in effetti Angie ammette di aver visto un lato di Will che prima di adesso non conosceva, consigliandogli di tornare a lavorare come meteorologo sul campo, perché è un lavoro che lo appassiona, ritenendo che una persona non debba rinunciare a ciò che ama sacrificandosi sempre per i figli, perché ciò che loro vogliono e che i genitori siano felici.
- Ascolti USA: 3 650 000 telespettatori

## La penna da collezione di Ronald Reagan
- Titolo originale: Ronald Reagan’s White House Collectible Pen
- Diretto da: Trent O'Donnell
- Scritto da: Ali Kinney

### Trama
Will vuole tenere un raduno dei genitori per convincerli a firmare una petizione che proibisca l'uso dei cellulari ai loro figli prima della terza media. Douglas organizza l'evento a casa sua, come già fece in passato, in quell'occasione uno dei genitori, Mark (da tutti amato e rispettato) gli rubò la penna che apparteneva a Ronald Reagan, infatti Douglas è sicuro della sua colpevolezza, ma non ha le prove per dimostrarlo, il suo scopo è quello di approfittare il raduno per tendergli una trappola, inoltre Douglas lo odia perché Mark lavorava nel suo studio di dermatologia, rubandogli poi i clienti. Will invita pure Monica, inoltre chiede a Angie di fare amicizia con le madri "cospiratrici" con cui lei non va molto d'accordo nella speranza di ricevere il loro sostegno. Angie inizia a socializzare con loro quando scopre che amano prendere in giro Will, ritenendolo non adatto al ruolo di rappresentante dei genitori. Poppy confessa a Miggy di aver preso lei la penna di Douglas, si era ubriacata e poi la perse. Douglas mostra a Mark i suoi cimeli, sperando che in balia della tentazione ne rubi uno, per poi umiliarlo con la videocamera, ma le cose diventano imbarazzanti quando la telecamera della sauna riprende Will e Monica mentre fanno sesso. Le cospiratrici riprendono la scena con il cellulare, ma Angie cancella il video avendo capito che non desidera essere loro amica, affermando che comunque, anche se spesso i comportamenti di Will sfociano nel ridicolo, lui mette impegno nel suo ruolo di rappresentante. Mark confessa a Douglas di aver rubato lui la penna a Poppy, l'aveva presa quando lei si era ubriacata. La petizione non ottiene il successo che Will sperava, ma in compenso Mark restituisce a Douglas la sua amata penna.
- Ascolti USA: 3 310 000 telespettatori

## La scatola magica
- Titolo originale: The Magic Box
- Diretto da: Jason Winer
- Scritto da: Joe Wengert

### Trama
È arrivato il Natale, e Poppy in maniera triste è costretta a passarlo da sola visto che Rory lo festeggerà con suo padre. Sophie aspetta che le venga spedito il regalo di sua madre, che al contrario di Will il quale è negato nel fare i regali, lei invece trova sempre quello giusto. Owen va a casa di Angie travestito da Babbo Natale, e le fa un regalo. Angie, sentendosi in colpa, dato che non aveva pensato a un regalo da fargli, lascia Owen a casa sua, e va da Will per chiedergli di darle una mano a trovare un regalo per Owen. Douglas, non sentendosela di lasciare Poppy da sola, la invita ai "Giochi del Polo Nord" una serie di sfide per genitori e figli, lei dovrà gareggiare con Douglas, Amy e Emma, e in effetti si diverte, sentendosi poi in colpa per aver ignorato una telefonata di Rory, tornando poi a casa. Angie trova strano che Will non abbia talento nel scegliere i rigali giusti per sua figlia, infine, stufo di negare l'evidenza, ammette che i regali della sua ex moglie è in realtà lui a farli, sapendo quanto Sophie apprezzi il fatto che sua madre è brava a farle i regali, anche se non è così, inoltre Will sceglie volutamente di fare a sua figlia dei regali scadenti. Will fa notare a Angie che lei e Owen stanno uscendo insieme da un anno, e la sua amica non ha ancora deciso se avere una storia seria con lui, infatti per Angie è difficile crescere un figlio da sola, Owen ha una vita semplice e lei non vuole complicargliela, infatti ha deciso di chiudere con lui. Anche Will ha deciso di piantarla di coprire sempre la sua ex moglie, da adesso sarà lui a prendersi il merito per i regali di Sophie. Angie torna a casa trovando Owen insieme a Graham, il quale crede che lui sia veramente Babbo Natale, e lei, colpita dalla gentilezza con cui Owen si è comportato con suo figlio, torna sui suoi passi e infine Owen e Angie diventano una coppia a tutti gli effetti, anche se il regalo che lui le aveva fatto è piuttosto modesto: una candela alla vaniglia. Poppy, la mattina di Natale, riceve la visita dei suoi amici, che decidono infatti di trascorrere la festa da lei, poi parlano con Rory in video-chiamata. Will ha deciso di continuare a dare alla sua ex moglie il merito dei regali per sua figlia, capendo quanto per Sophie sia importante credere che lei sappia cosa le piace. Comunque Will sorprende Angie con un regalo solo per lei, dato che ogni Natale Graham scriveva e disegnava una storia da regalarle, Will le ha raccolte in un libro. Angie apprezza tantissimo il regalo ammettendo che Will la rende felice perché lui la capisce.
- Ascolti USA: 3 570 000 telespettatori

## Quel certo non so che
- Titolo originale: That Elusive Zazz
- Diretto da: Jay Chandrasekhar
- Scritto da: Sarah Tapscott e Kim Rosenstock

### Trama
Will incontra per caso la sua amica Tracy Freeze, produttrice di una rete televisiva locale, e dato che già da tempo desiderava tornare a lavorare in TV come meteorologo Tracy gli offre un'opportunità, a patto che superi il provino. A breve ci saranno le foto per l'annuario scolastico, e Graham viene preso di mira da Amy e Emma, che con un pennarello indelebile gli imbrattano la faccia. Angie non accetta questo comportamento ma soprattutto non tollera che Douglas non imponga alle sue figlie di scusarsi in quanto lui ritiene che sia un comportamento da deboli. Angie invita le gemelle a passare la notte a casa sua, convincendole apparentemente a scusarsi, ma il mattino dopo scopre che le bambine hanno imbrattato pure la sua faccia. Angie le riporta da suo padre, a quel punto Graham, non potendo perdonare Amy e Emma per aver umiliato la sua mamma, minaccia di fare a pugni con entrambe. Angie fa capire a Douglas che loro, insieme ai figli, fanno parte di un gruppo e che se lui continua a educare le gemelle instillando in loro solo il senso dell'indipendenza, questo danneggerà il gruppo. Douglas, temendo che Graham possa far del male alle sue bambine, le convince a scusarsi con Angie e suo figlio, spiegando a entrambe che hanno sbagliato perché Graham è un loro amico e hanno bisogno di lui, e Graham a sua volta ha bisogno di loro. Will è molto agitato per il provino, ma con l'aiuto di Miggy, Poppy, Rory e Sophie ritrova la sua sicurezza, tenendo un ottimo provino, tanto che Tracy gli offre il posto, sebbene si tratti solo dei servizi meteorologi in diretta la domenica di prima mattina che ricoprono solo la rete locale, ma che per Will rappresenta già un grande risultato. Il giorno della foto dell'annuario, Douglas fa una sorpresa ai suoi amici, facendo scattare una foto con tutto il gruppo, compresi i loro figli.
- Ascolti USA: 3 040 000 telespettatori

## Co-genitori
- Titolo originale: All Aboard the Two-Parent Struggle Bus
- Diretto da: Pete Chatmon
- Scritto da: Alison Bennett

### Trama
In occasione del compleanno di Sophie, la quale compie otto anni, Mia va a trovare la sua famiglia, e Sophie è felicissima della visita di sua madre. Al contrario Will trova insopportabile la sua presenza, Mia ogni volta che viene a trovarli mette sempre in discussione l'autorità del suo ex marito viziando sua figlia, tra l'altro i suoi amici rimangono subito affascinati da lei. Quando erano giovani Will e Mia amavano viaggiare, poi però è nata Sophie e a quel punto Will riteneva opportuno avere una vita più sedimentaria, ma Mia era di tutt'altro avviso, e infatti si sentiva soffocata e dopo due anni dalla nascita della figlia divorziarono. Miggy decide di dare via le sue scarpe, a cui è tanto affezionato, salvo poi cambiare idea, ma ora appartengono a Dwayne, un suo vecchio amico, il quale non intende restituirgliele. Angie dà a un Will un consiglio: trattare Mia con freddezza, come se Sophie fosse solo un'impresa che lui e la sua ex moglie devono gestire insieme con distacco. Il consiglio non funziona, infatti Will è sempre più arrabbiato, inoltre lui e Mia organizzano il compleanno che Sophie voleva, ovvero come un ricevimento galante. Will scopre che Mia ha permesso a Sophie di farsi i buchi alle orecchie, benché suo padre le avesse imposto di farli solo quando avrebbe compiuto undici anni. Poppy confessa a Will che il suggerimento di Angie in realtà non è da prendere molto sul serio, ed Angie ci rimane male; Poppy le spiega che lei e Will hanno entrambi divorziato, sono costretti ad avere sempre a che fare con i loro ex per quanto riguarda i figli, ed Angie quindi non può capire quello che provano visto che Graham lo ha cresciuto da sola. Durante la festa Sophie inizia ad agitarsi, questo perché Mia le ha fatto assumere troppi zuccheri, nonostante Will lo avesse vietato. Fortunatamente Will riesce a calmare sua figlia mentre Mia non sapeva come gestire la cosa. Douglas decide di recuperare le scarpe di Miggy ma, parlando con Dwayne, comprende che quest'ultimo sente la mancanza di Miggy, il quale ora, da quando è diventato padre, frequenta solo il gruppo dei genitori single, quindi Douglas decide di lasciare a Dwayne la scarpe avendo capito che per lui sono un ricordo di quando Dwayne e Miggy erano amici. Mia ammira il modo in cui Will ha aiutato sua figlia, è ben consapevole del fatto di essere una madre divertente, lei non è una presenza costante nella vita della figlia, ma Will al contrario è sempre al suo fianco, è lui a darle delle regole e a prendersene cura. Sophie spiega ai suoi genitori, nonostante sia consapevole che non torneranno mai insieme, che vorrebbe più ricordi di loro tre uniti, quindi decidono di portarla in una vecchia pizzeria dove andavano tutti insieme alcuni anni prima, per poi farsi qualche foto nella cabina, ma proprio quando Will e Mia restano soli, finiscono col baciarsi.
- Ascolti USA: 2 980 000 telespettatori

## Fuori dal gruppo
- Titolo originale: Graham D'Amato: Hot Lunch Mentalist
- Diretto da: Erin O'Malley
- Scritto da: Blake McCormick

### Trama
Mia ha ricevuto dei documenti dal suo avvocato, lei e Will legalmente sono ancora sposati dato che non avevano siglato una delle pagine delle pratiche di divorzio. La scuola si prepara al talent show, e Graham si esibirà con il suo numero, infatti Will lo mette alla prova e ogni volta che lui dice giorno e mese a caso, Graham indovina cosa prevede il menù della mensa in relazione alla data. Will non è sicuro di voler divorziare da Mia, sentendo che il solo fatto che non sono nemmeno divorziati sia un segno del destino, i suoi amici allora gli ricordano i motivi che portarono alla fine del loro matrimonio, ovvero l'egoismo di Mia e la sua incapacità di anteporre la famiglia alla sua carriera di avvocato. Angie legalmente è un notaio, quindi Will firma i documenti davanti a lei, però anche Mia in realtà ritiene che lei e Will dovrebbero dare al loro matrimonio una seconda possibilità, è anche disposta a concedere meno tempo al lavoro per stare di più con lui e Sophie. Angie non ha ancora spedito i documenti, quindi Will le impone di restituirglieli, e questo li porta a litigare: Angie è convinta che tra lui e Mia non funzionerà mai perché Mia non è veramente cambiata come lei afferma, inoltre Will non potrà più essere suo amico, né tanto meno di Miggy, Poppy e Douglas in quanto il gruppo è solo per genitori single. Will è irremovibile, e si riprende le pratiche del divorzio, Mark quindi approfitta dell'allontanamento di Will dal gruppo per prendere il suo posto, infatti sua moglie lo ha lasciato. Douglas non accetta Mark nel gruppo, avendo capito che è interessato a Poppy, e che lei lo ricambia, infatti arrivano anche a baciarsi, e Douglas non sopporta di vedere Poppy con un altro uomo. Mia confessa a Angie che partirà per il Messico per qualche mese, deve seguire un caso, Will e Sophie partiranno con lei, anche se Angie non lo trova giusto dato Will dovrà rinunciare ai suoi amici e al lavoro. Mia trova inappropriato che Angie le dica come comportarsi con suo marito ricordandole che lei è solo un'amica per Will, e non sua moglie. Douglas, Poppy e Miggy in realtà non sono entusiasti del fatto che Angie abbia allontanato Will dal gruppo, inoltre Mark pur volendo stare con Poppy, non lo ritiene vantaggioso per il suo inserimento nel gruppo, quindi preferisce starle lontano. Will non è d'accordo con l'idea di Mia di partire per il Messico, dato che Sophie dovrebbe separarsi dai suoi amici, ma Mia sembra non curarsene. Alla fine Angie incoraggia Will a seguire sua moglie in Messico avendo capito che non spetta a lei dirgli quello che deve fare, i due ammettono (seppur in maniera indiretta) che sentirebbero l'uno la mancanza dell'altra. Le cose si complicano quando Will scopre che dopo il Messico, Mia intende seguire un altro caso in Honduras. Will non può accettare questo stile di vita da cosmopolita, inoltre lui è legato ai suoi amici i quali hanno bisogno di lui. Durante il talent show Graham si esibisce con Amy e Emma, ma stranamente con il loro aiuto ha un vuoto di memoria, infatti il gioco funziona solo con Will, il quale sale sul palcoscenico con lui, aiutandolo a ricordare il menù della mensa, ricevendo l'applauso del pubblico. Mia ha capito che il loro matrimonio è finito e che Will ha scelto i suoi amici che ormai per lui sono una famiglia, Will ammette che amerà per sempre Mia ma il problema e che non funzionano come coppia. Will ritorna nel gruppo, quindi non c'è più spazio per Mark, dunque lui e Poppy ora possono uscire insieme.
- Ascolti USA: 2 750 000 telespettatori

## Il capanno
- Titolo originale: The Shed
- Diretto da: Josh Greenbaum
- Scritto da: Joe Wengert

### Trama
Emma e Amy si mettono nei guai per aver cercato di ristrutturare la palestra della scuola senza autorizzazione, la psicologa della scuola spiega a Douglas che probabilmente è Emma la causa di questi comportamenti, lei si annoia a scuola perché non si sente stimolata dal programma di studio, ciò è dovuto al fatto che è una bambina prodigio. Douglas ha sempre cercato di educare le gemelle come se fossero una persona sola, oltre al fatto che sono identiche, anche dal punto di vista caratteriale le due bambine sono uguali, ma la psicologa sostiene che Amy è una bambina sulla norma, mentre Emma è portata per la matematica. Graham lega con un bambino più piccolo di lui, quindi lo invita a casa sua, e la madre del piccolo, Nora, rimane insieme a suo figlio nella casa di Angie, la quale apprezza la sua presenza, infatti Nora è presa solo dal lavoro, non intende socializzare con Angie, che quindi ha più tempo per se stessa. Poppy è gelosa sentendo che Angie non apprezza la loro amicizia; Angie in effetti pur volendo bene a Poppy spesso si sente soffocata dal bisogno della sua amica di voler sempre esplorare ogni tipo di emozione, mentre Nora è solo indifferente a lei, e questo per Angie rappresenta uno svago. Amy si sente minacciata da sua sorella sentendo di essere meno intelligente di lei, mentre Emma non manca occasione per girare il coltello sulla piaga, per la prima volta le due sorelle si mettono a litigare, e Douglas non ha tempo per pensare a loro visto che deve ricevere un premio durante il gala di dermatologia. Will si offre dunque di aiutarle a fare pace, ma senza successo, Amy non vuole più avere nulla a che fare con sua sorella, quindi Emma raggiunge suo padre alla premiazione spiegandogli che non vuole separarsi da Amy, arrivando a rimproverare se stessa per il disagio della gemella. Douglas la abbraccia e decide di rimediare alla cosa, rinunciando alla premiazione per tornare a casa. Nora intanto non sembra voler lasciare la casa di Angie, passa tutto il suo tempo lì a lavorare, chiedendo aiuto a Poppy, spiegandole che anche se spesso è difficile gestire il suo entusiasmo nel voler approfondire i sentimenti, è anche l'aspetto di lei che più ama, perché quando l'ha conosciuta Poppy le cambiò la vita, e non desidera altre amiche oltre a lei. Angie e Poppy fanno pace, e quest'ultima parlando con Nora capisce che lei non vuole tornare a casa sua perché lì si sente soffocata, passa tutto il tempo con suo figlio e il marito non le dà mai una mano, comunque, dopo essersi aperta con Poppy, finalmente Nora trova il coraggio di tornare a casa sua. Douglas, di ritorno a casa, riceve le scuse di Will il quale ha fallito nell'aiutare le gemelle a riconciliarsi, ma Douglas non gli dà nessuna colpa, rimproverando solo se stesso, ha sempre avuto paura di doversi prendere cura da solo di due figlie, quindi ha preferito crescerle come se fossero una sola persona in questo modo non si sentiva in minoranza, ma ora ha capito di essere il padre di due bambine. Douglas entra nel capanno dove Amy e Emma solitamente preparano i loro progetti, dove lui si è sempre astenuto dal mettervi piede; Amy confessa di aver sempre saputo che prima o poi lei e Emma avrebbe avuto interessi diversi, ma non accetta che sua sorella sia migliore di lei. Douglas nota però che è Amy la mente creativa tra le due, è lei che disegna e progetta, Emma si limita solo darle una mano. Douglas fa a capire a Amy che lei e sua sorella sono entrambe speciali, ma in maniera diversa. Infine le gemelle fanno pace quando Douglas distrugge il tavolo da hockey costringendole dunque a lavorare insieme per ripararlo.
- Ascolti USA: 3 280 000 telespettatori

## Una festa spilla-soldi inventata dall'industria della carta crespa
- Titolo originale: A Cash-Grab Cooked Up By the Crepe Paper Industry
- Diretto da: Kat Coiro
- Scritto da: Bridger Winegar

### Trama
È il giorno di San Valentino e a Douglas tocca tenere i bambini, ricevendo poi la visita di Big Red, la quale vuole passare una notte d'amore con lui, ciò nonostante Douglas deve aiutare Graham a fare colpo su Louisa, una bambina che gli piace tanto. Will e Miggy scoprono che Angie lavora come ragazza delle consegne per il sito Beck+Call, per il miglior dipendente è previsto un premio in denaro e lei ha bisogno di quei soldi per la gita di Graham. Purtroppo la casa a cui doveva fare la consegna si rivela quella di Jackie la quale tiene una festa, di conseguenza, per non umiliarsi, getta via il cibo che Jackie aveva ordinato per evitare che scopra del suo secondo lavoro, prendendo pure lei parte alla festa. Anche se Mark e Poppy dovevano uscire insieme, Rory li sottopone a un gioco a quiz per testare la loro compatibilità, lui vuole accertarsi che sua madre stia insieme a un uomo adatto a lei, e purtroppo viene messo solo in evidenza che Poppy e Mark non sono fatto l'una per l'altro, e dunque decidono di lasciarsi. Douglas, Big Red, Emma, Amy e Sophie accompagnano Graham a casa di Louisa e il bambino si dichiara a lei. Purtroppo Big Red è costretta ad andarsene, deve partire per una crociera nel canale di Panama. Dato che Angie non ha potuto portare la consegna a Jackie per evitare che scoprisse il suo segreto, Jackie, non avendo ricevuto la consegna, scrive una pessima recensione su di lei (ignorando che Angie è proprio la ragazza delle consegne) e questo può essere dannoso, perché altrimenti rischia di non vincere il premio. Rory ammette che comunque sperava che Mark potesse essere l'uomo giusto per sua madre, desiderando veramente che lei trovi l'amore. Will e Miggy si imbucano alla festa e con l'aiuto di Angie, rubano il cellulare di Jackie per scrivere una seconda recensione positiva, ma lei scopre il loro piano, e Angie le rivela di essere lei la ragazza delle consegne. Sorprendentemente Jackie si rivela più comprensiva di quanto Angie si aspettasse, e decide di scrivere un'altra recensione per non danneggiarla.
Ascolti USA: 2 600 000 telespettatori

## John "Fascino" Stamos
- Titolo originale: John Freakin' Stamos
- Diretto da: Anya Adams
- Scritto da: Lamar Woods

### Trama
Mentre Poppy e Rory si divertono a parlare male di Sharon, la nuova fidanzata di Ron, lei scopre che il suo ex marito l'ha invitata a venire a vivere da lui, sembra che la loro sia una storia seria. Poppy si sente minacciata all'idea che ci sia un'altra presenza femminile nella vita di suo figlio, quindi va a pranzare con Sharon dicendole quanto sia difficile prendersi cura di Rory proprio per scoraggiarla ad andare a vivere con Ron. Sophie ha una cotta per Graham, e si sente a disagio nel vederlo con Louisa, e quando Will scopre quali sono i sentimenti di Sophie, cerca di aiutarla, ma finisce solo col peggiorare le cose, infatti ora tutti scoprono che a Sophie piace Graham e questo la mette in imbarazzo. Graham, dopo aver saputo di piacere alla sua amica, la tratta con sufficienza, infatti si è trasformato in un bambino arrogante e pieno di sé. Benché Angie suggerisca a Will di non intromettersi nella faccenda, lui sente il bisogno di proteggere sua figlia, nonostante Sophie gli avesse chiesto chiaramente di starne fuori, quindi Will invita Graham a casa sua così che lui e Sophie possano chiarirsi, ma la cosa non ha l'esito sperato. Ron si arrabbia con Poppy dato che per colpa sua Sharon lo ha lasciato, Ron infatti intende sposarla, Sharon non rimpiazzerà mai Poppy nella vita di suo figlio, ma è giusto che trovi spazio nella loro famiglia, lei ha un buon cuore e in fondo anche Rory l'ha presa in simpatia, lui la prende in giro solo per compiacere sua madre. Ron cerca di far capire alla sua ex moglie che in fondo Sharon è solo una persona in più che amerà Rory, e dunque, avendo capito di aver sbagliato, Poppy convince Sharon a tornare con Ron. Will e Angie si mettono a litigare dato che lui accusa Graham di essere insensibile nei confronti di sua figlia, ma Angie non trova giusto che Will dia tutta la colpa a Graham dello stato d'animo di Sophie, perché è stato Will con le sue incessanti intromissioni a complicare la situazione. Miggy decide di farsi togliere da Douglas il tatuaggio col nome di Zara (la madre di Jack) dal suo corpo, ma Douglas si limita solo a rimuovere le ultime lettere lasciando la Z così che gli rimanga un dolce ricordo di lei. Angie capisce che Will in fondo aveva ragione, suo figlio sta diventando troppo arrogante, Angie non vuole che crescendo diventi un uomo superficiale, lei stessa una volta usciva con uomini di quel tipo e non vuole che Graham diventi così. Graham ammette che Sophie è la sua migliore amica, semplicemente non sapeva come reagire quando aveva scoperto che aveva un debole per lui, Graham ancora non capisce le regazze né tanto meno cosa si aspettano da lui. Angie gli spiega che deve soltanto essere se stesso perché lui è un bravo ragazzo. Will si scusa con Sophie, ora ha capito che non doveva intromettersi; Sophie non ha bisogno che Will risolva per lei i suoi problemi, le basta solo che suo padre le stia vicino. Graham si scusa con Sophie per il suo comportamento, lei accetta le sue scuse confessandogli che quella per lui era solo una cotta passeggera. Will e Angie guardano i loro figli realizzando che a volte essere un genitore significa osservarli mentre imparano a cavarsela da soli.
Ascolti USA: 2 680 000 telespettatori

## L'estate di Miggy
- Titolo originale: Summer of Miggy
- Diretto da: Trent O'Donnell
- Scritto da: Adam Peña

### Trama
Jack sta imparando a camminare e di conseguenza Miggy inizia a sentirsi vecchio, rimpiangendo quando era libero e senza responsabilità, quando si godeva L'estate di Miggy prendendo parte a feste divertendosi. Poppy decide di permettergli di organizzare una festa a casa sua, così potrà divertirsi, mentre Will accudirà Jack e tutti gli altri bambini. Will però è costretto ad affidare i bambini a Angie dato che il meteorologo Guy McCormick si è infortunato e Tracy dunque affida a Will il servizio serale. Angie doveva passare la serata con Owen il quale invice trova che tutto ciò possa essere un buon pretesto per passare del tempo con Graham e legare con lui. Graham, istintivamente colpisce Owen con un pugno, poi i due si mettono a giocare a baseball, ma Owen colpisce Graham alla testa con la palla a causa di una distrazione del bambino. Sebbene Poppy e Douglas avessero in programma una cena, decidono di prendere parte alla festa di Miggy, dove Douglas si diverte tanto, al contrario di Miggy il quale non fa che pensare a suo figlio, constatando quanto adesso sia difficile per lui instaurare un rapporto con i suoi coetanei. Will va al lavoro scoprendo che Rory lo ha seguito, infatti si era nascosto nella sua auto. Rory mette in difficoltà Will con Tracy quando le rivela che Will la trova insopportabile come capo, dunque lei, per ripicca, riaffida a Guy il servizio serale. Graham parlando con sua madre ammette che l'idea di vederla con un altro uomo lo turba, ma decide di farsene una ragione ritenendo che lei sia una donna molto bella e che merita di avere un uomo al suo fianco. Finalmente Graham e Owen iniziano a socializzare e ad andare d'accordo. Miggy decide di interrompere la festa, infatti ormai non si stava più divertendo, Poppy gli ha fatto capire che la cosa più saggia è quella di apprezzare i doni che la vita gli farà invece che pensare al passato e vivere di rimpianti. Will si scusa con Tracy per averla offesa, Will ha una grande considerazione di lei e a volte si sente intimorito dalla sua presenza; Tracy decide di mandare via Guy e di riaffidare a Will il servizio serale, avrendo apprezzato le sue scuse. Rory ha capito che Tracy prova dei sentimenti per Will, che a quanto pare lui sembra ricambiare. Miggy si gode suo figlio che finalmente ha imparato a camminare muovendo i suoi passi verso di lui.
Ascolti USA: 2 850 000 telespettatori

## Un manto di sensuale irresistibilità
- Titolo originale: A Radiant Cloak of Sexual Irresistibility
- Diretto da: Erin O'Malley
- Scritto da: Ali Kinney

### Trama
Will salva una bambina che rischiava di cadere dallo scivolo, e questo gli permette di guadagnarsi l'ammirazione di tutti, comprese le donne, che infatti sembrano cadergli ai piedi. Douglas gli spiega che si tratta solo di un momento fugace, durerà poco, quindi invita Will e Miggy con lui al country club, così che, tramite Will e la sua temporanea capacità di attrarre le donne, possa rimorchiare. Poppy riceve l'invito al matrimonio di Ron, e questo la rattrista, anche Angie è piuttosto insoddisfatta, anche se le cose tra lei e Owen procedono bene, è convinta che alla lunga tutti gli uomini diventino inaffidabili e deludenti. Le due donne, ubriache, decidono di intrufolarsi nella villa del reality The Bachelor e lì incontrano Chris Harrison. Rory, Graham, Sophie, Emma e Amy vanno a casa di Louisa per un pigiama party ma lei si ammala, quindi decidono di passare tutta la notte da soli dentro la scuola all'insaputa dei loro genitori. Al country club il fascino di Will attira l'attenzione di molte donne, finché non incontra per caso Tracy, mettendosi a parlare con lei, il suo fidanzato Travis le ha dato buca, la loro non è una storia seria, tra l'altro lei e Will si divertono insieme, finché Douglas non lo esorta a dargli una mano a conoscere altre donne. Tracy ci rimane male quando capisce che Will era venuto lì solo per rimorchiare, tornando quindi a casa. Harrison riesce a risollevare il morale a Angie e Poppy, avendo capito quali sono i veri problemi che tormentano entrambe nella loro sfera amorosa: Angie è abituata a pensare male degli uomini perché ha paura di amare, quindi Harrison la incoraggia a non avere timore e far entrare nuovamente l'amore nella sua vita, invece Poppy non è veramente arrabbiata per il fatto che Ron sta per sposarsi, ha solo paura che lei al contrario del suo ex marito non troverà più l'amore, ma Harrison le fa capire che invece l'amore è più vicino a lei di quanto pensa. Will non intende più passare la serata con Douglas a conoscere altre donne, è solo Tracy l'unica che le piace, consigliando a Douglas di lasciar perdere le storie amorose superficiali, e di trovare invece la donna giusta per lui. Douglas capisce che nel profondo è solo Poppy l'unica donna che vuole, mentre Will va a trovare Tracy a casa sua, la situazione tra i due si fa imbarazzante quando la sorprende insieme al suo fidanzato Travis. Il mattino dopo i bambini si svegliano e corrono a casa di Louisa, appena in tempo all'arrivo di Angie, che li porta via, senza che scopra dove hanno passato la notte.
Ascolti USA: 3 320 000 telespettatori

## Vinci un pranzo con Will Cooper
- Titolo originale: Win a Lunch with KZOP's Will Cooper
- Diretto da: Kat Coiro
- Scritto da: Berkley Johnson

### Trama
La scuola sta organizzando un'asta, a Rory e Poppy viene in mente l'idea di mettere in palio Will: essendo un meteorologo il suo è un volto abbastanza noto, colui che farà l'offerta più alta vincerà un pranzo con lui. Will è euforico all'idea, ma purtroppo nessuno fa offerte e questo preoccupa Sophie, temendo che ciò possa nuocere all'autostima di suo padre. Infatti da quando Will ha ripreso a lavorare è diventato troppo emotivo e narcisista. Intanto Douglas osserva la nota spese di Angie scoprendo che lei ha un budget per la "tassa di comodità" ovvero denaro che lei spende per semplificarsi la vita, in pratica spende soldi per futilità o anche solo per delegare ad altri lavori che può fare da sola. Douglas le insegna a fare a meno di queste cose in questo modo imparerà a gestire meglio il suo denaro, però Angie ammette che più che per pigrizia, lo fa per risparmiare tempo e dedicarsi di più a Graham. Douglas le confessa che in fondo la ammira, quando sono nate Amy e Emma lui era già un medico affermato e benestante, mentre Angie cresce da sola un bambino nonostante le sue modeste disponibilità economiche. Visto che nessuno ha fatto offerte per Will, e per evitare che lui ci rimanga male, Poppy chiede a Biscuits di fingersi un suo fan e di fare l'offerta all'asta. Biscuits accetta e va a pranzare con Will, recitando anche fin troppo bene la parte del fan, tanto che Will si monta la testa decidendo di minacciare il licenziamento dalla rete televisiva dato che a suo dire non gli danno la considerazione che merita. Sophie e Poppy, capendo che la situazione è sfuggita di mano, si vedono costrette a dirgli tutta la verità. Sophie fa notare a suo padre che lui ama il suo lavoro, e dunque è solo questo che conta, Will non deve cercare conferme negli altri per sentirsi bene, e in ogni caso Sophie sarà sempre la sua più grande ammiratrice.
Ascolti USA: 3 050 000 telespettatori

## Tanti auguri!
- Titolo originale: Raining Blood
- Diretto da: Josh Greenbaum
- Scritto da: Noah Garfinkel

### Trama
Angie sta per compiere 30 anni, e non intende festeggiarli, infatti non ha mai organizzato feste per i suoi compleanni. Per sua stessa ammissione non si è mai goduta la sua gioventù come avrebbe voluto essendo rimasta incinta di Graham quando aveva solo 22 anni. Douglas porta Graham al centro commerciale dandogli la sua carta di credito così potrà comprare un regalo a sua madre, ma purtroppo le compra della lingerie sexy. Owen porta Angie nell'enoteca di Poppy dove Will la sorprende con una festa a sorpresa, in stile heavy metal. Angie è felicissima dando per scontato che si tratti di una sorpresa da parte di Owen, il quale impulsivamente si prende il merito. Owen si scusa con Will, dirà tutta la verità a Angie, ma Will gli dà il permesso di prendersi il merito vedendo quanto Angie sia contenta all'idea che questa festa che ama tanto è stata organizzata dal suo fidanzato. Benché Owen già in più occasioni avesse dichiarato a Angie il suo amore, lei non gli ha mai detto di amarlo ma, credendo che questa festa è stata organizzata proprio da lui, decide di dichiarargli pure lei il suo amore, ma dopo averlo fatto Owen chiude la loro relazione. Lui ha capito che pur rendendo Angie felice, lei non lo ama veramente, Angie per la prima volta gli ha detto di amarlo ma solo in reazione al fatto che Owen gli aveva organizzato la festa, confessandole che non è stata opera sua. Angie ha capito che è stato Will a organizzare la festa e lo ringrazia, alla fine ammette che avrebbe tanto voluto che Owen la capisse come lui, Will inoltre ha un'altra sorpresa per la sua amica: la band si mette a suonare la sua canzone preferita Raining Blood e lei sale sul palco a cantarla. Graham e Angie vanno al centro commerciale, dove il bambino restituisce la lingerie in cambio di una bellissima collana come regalo di compleanno per sua madre.
Ascolti USA: 3 080 000 telespettatori

## Giostra!
- Titolo originale: Joust!
- Diretto da: Natalia Anderson
- Scritto da: Celeste Klaus e Dani Shank

### Trama
Amy e Emma aiutano Rory nella sua campagna come rappresentante di classe, quindi Douglas e Poppy aiutano i loro figli a vincere. Sebbene Will e Angie avessero in programma di guardare insieme la loro serie televisiva preferita, Giostra di sangue, Tracy invita Will a uscire con lei, infatti ha rotto con Travis. Da quando Will e Tracy escono insieme, lui non fa che trascurare Angie, la quale è gelosa all'idea che Will si veda con un'altra donna. Will a sua volta le ricorda che quando lei usciva con Owen metteva sempre la loro amicizia in secondo piano. L'avversaria di Rory si ritira, quindi lui ora ha la vittoria in pugno, e questo rende felice sua madre. Alla fine Poppy e Douglas si baciano, ma poi lei capisce che è stato Douglas a corrompere l'avversaria di Rory affinché rinunciasse alle elezioni, e questo la porta ad arrabbiarsi in quanto ritiene giusto che Rory vinca lealmente. Miggy inizia a uscire con Bobbi Babsen, giocatrice di golf professionista, la quale non fa che riempirlo di regali, infatti Miggy si comporta come un mantenuto, e questo porta lui e Bobbi a chiudere la loro relazione, in quanto Miggy, per stare con lei, stava annullando se stesso. Angie e Will fanno pace e si rimettono a vedere insieme Giostra di sangue, i due indirettamente capiscono di provare dei sentimenti l'una per l'altro, ma che la loro amicizia rende tutto molto complicato. Poppy convince l'avversaria di Rory a tornare in gara, anche se Rory vince ugualmente con la promessa che sua madre avrebbe fatto dei regali agli elettori, inoltre, ottenuta la presidenza, inizia a comportarsi come un tiranno.
Ascolti USA: 3 160 000 telespettatori

## Il campeggio spaziale
- Titolo originale: Lance Bass Space Cump
- Diretto da: Erin O'Malley
- Scritto da: David Feeney

### Trama
Graham e Sophie non vedono l'ora di trascorrere l'estate al campeggio spaziale di Lance Bass ma Will scopre che aveva dimenticato di spedire l'assegno per l'acconto, quindi Sophie rischia di non poter andare in campeggio. Douglas presenta a Angie e Poppy sua suocera, Barbara, la madre di Rose, la defunta madre delle gemelle. Barbara è arrivata a Los Angeles per convincere suo genero a lasciarle Emma e Amy per tutta l'estate a Reno. Poppy e Douglas non hanno ancora parlato del bacio che si sono dati, tra l'altro, anche se Ron sta organizzando il suo matrimonio, non sembra felice all'idea che Poppy possa nutrire dei sentimenti per un altro uomo. Will incontra Lance Bass e lo aiuta a comporre una nuova sigla musicale per il suo campeggio, convincendolo ad accettare Sophie al campo estivo spaziale. Douglas non accetta che le sue bambine passino l'estate a Reno, infatti ha paura di sentire la loro mancanza, sebbene Barbara lo metta in imbarazzo ricordandogli che dopo la morte di Rose, esasperato dalle bambine, era tentato all'idea di lasciarle dato che non si sentiva idoneo a fare il padre. Douglas le spiega che ormai non è più lo stesso uomo di allora, Barbara però vuole essere presente per le sue nipoti dato che Rose non può più farlo. Douglas ha capito che sia lui che la suocera sentono la mancanza di Rose, quindi le propone si passare qualche settimana a casa sua durante l'estate. Douglas, parlando con Angie, ammette che comunque, sapendo che Amy e Emma crescendo inizieranno ad avere interessi più femminili, sarà più difficile per lui gestire le cose da solo, vorrebbe solo una presenza femminile su cui le sue figlie possano contare. Angie gli fa capire ciò potrebbe essere possibile se trovasse una donna con cui dividere la sua vita, e che probabilmente quella giusta è Poppy. Douglas decide di andare a casa di Poppy per dichiararle i suoi sentimenti, ma Poppy riceve la visita di Ron il quale è pronto a lasciare Sharon per lei, arrivando a baciarla. Poppy poi vede Douglas andarsene dopo averla vista baciare il suo ex marito.
Ascolti USA: 2 880 000 telespettatori

## Ketchup
- Titolo originale: Ketchup
- Diretto da: Erin O'Malley
- Scritto da: J. J. Philbin

### Trama
Angie dà di matto, sente la mancanza di Graham, è infatti intenzionata ad andare a riprenderselo dal campeggio, e benché Will non sia d'accordo con quello che ha in mente, decide di accompagnarla in auto. Poppy cerca di parlare con Douglas, sia del loro bacio, e anche di ciò che lui ha visto quando lei era insieme a Ron. Douglas si rifiuta di affrontare la cosa, Poppy sottolinea come Ron per lei sia pronto anche a lasciare Sharon, mentre Douglas al contrario, per via della sua vigliaccheria, non riesce nemmeno ad aprire un dialogo con lei. Mentre sono in auto, Will capisce che il bisogno di Angie di avere sempre Graham al suo fianco, è dovuto alla sua paura di rimanere sola, lei vive con il terrore che tutti possano abbandonarla, come fece il padre di Graham. Will, che in effetti non ha idea di chi sia il padre del bambino, chiede a Angie di parlargli di lui, quindi Angie gli racconta di come rimase incinta: conobbe un musicista di nome Derek, è stato amore a prima vista, passò un'estate con lui in tour, sei mesi dopo è rimasta incita e sebbene all'inizio Derek sembrasse felice di diventare padre, abbandonò Angie a Sacramento, è da otto anni che non lo rivede. Angie confessa a Will che Derek, avendo fallito come musicista, lavora in un fast food nelle vicinanze, a Barstow. Will decide di andare da Derek, avendo compreso che la rabbia di Angie è legata all'abbandono di Derek, quindi vanno a trovarlo mentre lui è al lavoro. Da subito Will mostra un atteggiamento aggressivo nei suoi confronti benché Derek non capisca le motivazioni del suo comportamento. Will arriva anche ad aggredirlo fisicamente, e quando Derek vede Angie capisce tutto quanto. Tra i due c'è troppo imbarazzo, Angie chiede a Will di portarla via, non è pronta a parlare con lui. Derek le dà il suo indirizzo e-mail così potrà contattarlo. Douglas va a casa di Poppy scoprendo che lei ha definitivamente lasciato Ron, convincendo il suo ex marito tornare sui suoi passi e a sposare Sharon. Douglas ora è pronto a parlarle dei suoi sentimenti, e si offre di accompagnarla al matrimonio di Ron. Will e Angie si mettono a mangiare sul cofano dell'auto, lei lo ringrazia perché nessuno ha mai preso le sue difese come ha fatto lui, Will le spiega che non tutti l'ha abbandoneranno. Poppy va al matrimonio di Ron, accompagnata non solo da Douglas, ma anche da Will, Angie e Miggy, a dimostrazione del fatto che può sempre contare sul sostegno dei suoi amici.
Ascolti USA: 2 630 000 telespettatori